# Annie Proulx
Edna Annie Proulx (født 22. august 1935 i Norwich) er en amerikansk journalist og forfatter. De fleste af hendes værker er skrevet under navnet Annie Proulx, men hun har også brugt det forkortende E. Annie Proulx og E.A. Proulx.

## Tidlige liv og uddannelse
Født 1935 i Norwich, Connecticut til forældre af engelsk, indiansk og fransk-canadisk herkomst. Hun har en bachelorgrad fra University of Vermont og en kandidatgrad fra Sir George Williams University, Montreal, Canada.

## Forfatterskab
Annie Proulx har gennem sit forfatterskab vundet mange prestigefyldte priser, heriblandt; Pulitzerprisen (1994), National Book Award (1994), PEN/Faulkner Award, Dos Passos Award (1997) og hun har to gange modtaget O. Henry-prisen for årets bedste novelle.
Annie Proulx' Pulitzerprisvindende roman Sidste nyt fra havnen blev i 2001 filmatiseret af Lasse Hallström med Kevin Spacey og Julianne Moore i hovedrollerne. Også hendes novelle Brokeback Mountain blev i 2005 filmatiseret af Ang Lee med Heath Ledger og Jake Gyllenhaal i hovedrollerne.

## Udvalgte værker
- Postcards (1992)
- Sidste nyt fra havnen (1993),  (original titel: The Shipping News, filmatisering The Shipping News)
- Brokeback Mountain: historier fra Wyoming (1997, filmatisering Brokeback Mountain)